# Аукштуолис, Йонас
Йонас Аукштуолис (лит. Jonas Aukštuolis; 20 января (1 февраля) 1885, Калнагаляй — 28 октября 1949, Дубравлаг) — литовский дипломат. Во время Первой мировой войны он работал в Литовском обществе помощи пострадавшим от войны и был направлен в Стокгольм для налаживания контактов с оккупированной немцами Литвой. Он был представителем Литвы в Швеции и Норвегии (1919—1922), Нидерландах (1921—1922), Латвии (1923—1927), Эстонии (1923—1930), Финляндии (1929—1934), Чехословакии (1932—1934), Аргентине, Уругвае и Бразилии (1934—1939). В 1939 году он был отозван в Каунас и отправлен советскими властями в ГУЛАГ в июне 1941 года. Он умер в одном из лагерей в Мордовии.

## Ранняя биография и образование
Йонас Аукштуолис родился в деревне Калнагаляй близ Ализавы (Ковенская губерния, Российская империя), в семье зажиточных крестьян, бывших прихожанами Литовской евангелической реформатской церкви. У него была лишь одна сестра, и как единственный сын он должен был унаследовать семейную ферму, но родители отправили его учиться. После получения начального образования в школах в Вирбалишкяе и Купишкисе Йонас поступил в Митавскую гимназию в 1899 году. После её окончания в 1907 году он продолжил учёбу на юридическом факультете Санкт-Петербургского университета. Через три года Аукштуолис был исключён из него за участие в студенческой забастовке и другую меньшевистскую деятельность. По приглашению своего двоюродного брата Мартина Ичаса Аукштуолис поступил в Томский университет, который закончил.

## Карьера

Йонас Аукштуолис (стоящий третьим слева) на Стокгольмской конференции 1917 года

Весной 1912 года Аукштуолис вернулся в Литву, обосновался в Ковно (нынешнем Каунасе) и устроился на работу в Ковенский уездный суд. Он также помогал Ичасу в его избирательной кампании в Государственную думу России. В 1915 году, во время Первой мировой войны, Аукштуолис вместе с другими императорскими чиновниками был эвакуирован в Москву. Там он вступил в Литовское общество помощи пострадавшим от войны и посетил различные российские города, в частности Пензу, Воронеж, Самару, организовывая помощь литовским военным беженцам. Однако контакт с Литвой был потерян, так как она была оккупирована немецкими войсками. Его удалось восстановить только через нейтральную Швецию, и Аукштуолис был направлен на Литовскую конференцию в Стокгольм и назначен руководителем Шведско-литовского комитета помощи, возглавляемого Карлом Линдхагеном, бургомистром Стокгольма. Нейтральные скандинавские страны играли роль моста, который позволял осуществлять связь с Литвой, в том числе отправлять письма и посылки, а также оказывать финансовую поддержку оккупированной Литве. Литовцы публиковали статьи в скандинавской прессе, разъясняющие и пропагандирующие литовские устремления к независимости.
Литва провозгласила свою независимость в феврале 1918 года, а Швеция признала Литву де-факто 12 января 1919 года. В тот же день Аукштуолис был назначен первым представителем Литвы в Швеции. В июле 1919 года он был также назначен представителем и в Норвегии. В то время главной задачей литовских дипломатов было добиться юридического признания независимости Литвы и поддержки членства Литвы в Лиге наций. В феврале 1922 года из-за финансовых трудностей посольство в Швеции было закрыто, и Аукштуолис был отозван в Каунас, где он получил должность директора Юридического и административного департамента Министерства иностранных дел Литвы.
Через год, в феврале 1923 года, Аукштуолис был направлен в Ригу в качестве представителя Литвы в Латвии и Эстонии. Там он познакомился и женился на дочери богатого латышского фабриканта; детей у них не было. Аукштуолис был назначен послом в Финляндию в марте 1929 года, но в феврале 1930 года был отозван в Каунас и назначен исполняющим обязанности директора Департамента права и администрации (официально он продолжал представлять Литву в Финляндии). Это была вторая по значимости должность при министре иностранных дел Довасе Заунюсе, но Аукштуолис не сумел себя чем-то особо проявить до своего назначения в Чехословакию в октябре 1931 года. В Праге он вёл переговоры о ежегодных соглашениях на экспорт литовского масла, бекона и яиц. В сентябре 1934 года министр Стасис Лозорайтис назначил его послом в Аргентину, и Аукштуолис прожил пять лет в Буэнос-Айресе. Он также представлял Литву в Бразилии и Уругвае. В 1939 году он был отозван в Каунас и назначен начальником дипломатического протокола.

## Заключённый ГУЛАГа
Когда Литва была оккупирована СССР в июне 1940 года, Аукштуолис вместе с другими высокопоставленными лицами встречал в аэропорту Каунаса Владимира Деканозова, заместителя Вячеслава Молотова. Он остался в Литве, хотя его жена бежала в Аргентину. Аукштуолис также использовал свои дипломатические контакты, чтобы помочь Мартину Ичасу перебраться в Берлин. Сам же он потерял работу в министерстве, но по рекомендации Юстаса Палецкиса (они вместе работали в литовском посольстве в Риге) получил работу преподавателя русского языка в средней школе № 1 в Паневежисе. Он был одним из 17 500 литовцев, принудительно отправленных в Сибирь во время Июньской депортации 1941 года. Вместе с несколькими другими видными литовцами, включая бывшего президента Александраса Стульгинскиса и министра Стасиса Шилингаса, Аукштуолис оказался в Краслаге в Красноярском крае. В 1942 году он и ещё 16 литовцев были вновь арестованы и обвинены в антисоветской деятельности. НКВД требовал вынести им смертный приговор, но окончательный приговор в 25 лет заключения был объявлен только в феврале 1952 года — почти через три года после смерти Аукштуолиса от туберкулёза и недоедания в Дубравлаге.